# 雄闊海

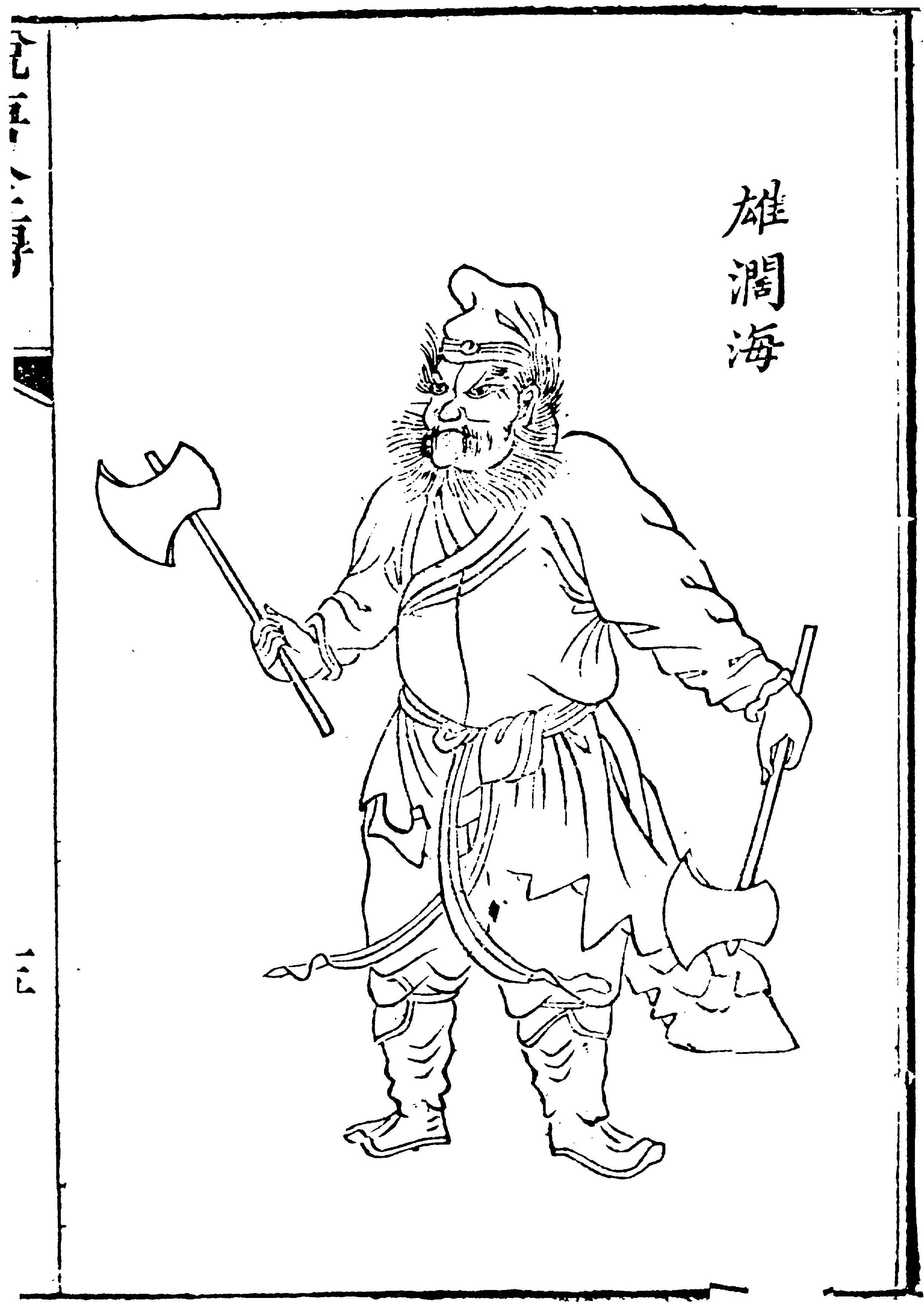
雄闊海

雄闊海，古典小說人物，出自《說唐全傳》，為隋唐十八好漢之一，排行第四。別稱「紫面天王」

## 小說生平
為河南輝縣西平羅村人，因聽聞宇文成都號稱為大隋第一勇將，決定趁元宵節前往挑戰，一決勝負。而在長安與秦瓊、柴紹等人相識。幾人巧逢宇文氏強搶民女，路見不平，於是大鬧花燈後分別四散。雄闊海後來投往太行山占山为王，與伍雲召為結拜兄弟。
後來加入相州起義軍白御王高談聖麾下，擔任兵馬大元帥，在揚州一戰時，獨力撐起千斤閘門，卻因先前已趕了一日一夜的路途，最後因體力不支被壓死。

## 文學造型
小說中說他「身長一丈，腰大數圍，鐵面胡鬚，虎頭環眼，聲如巨雷，雄闊海使两柄板斧，重一百六十斤，一條熟銅棍，使得神出鬼没。兩臂有萬斤氣力。」

## 动画
《隋唐英雄传》(2003年)